# Один день Івана Денисовича (оповідання, 1962)
«Один день Івана Денисовича» (первинна авторська назва — «Щ-854») — повість російського письменника Олександра Солженіцина, перший опублікований твір автора, який приніс йому світову популярність.
В повісті йдеться про один день з життя радянського ув'язненого, російського селянина і солдата-фронтовика Івана Денисовича Шухова — «середньої, нічим не примітної людини». Лейтмотивом твору є буденність позбавлення свободи в Росії і смиренність, з якою російський ув'язнений, колишній солдат, сприймає свою рабську долю.

## Зміст
Дія відбувається взимку на початку 1951 року. Іван Денисович Шухов, ув'язнений табору за зраду батьківщини, прокидається о 5-ій ранку, як і щодня, але почувається хворим. Втім, цього дня на варті в бараці стоїть наглядач м'якої вдачі, тому Іван Денисович вирішує полежати до сніданку. Проте виявляється, що замість нього вийшов на чергування наглядач Татарин. Той веде Івана Денисовича до коменданта через засніжене подвір'я. В'язневі призначають мити підлогу як покарання. За цим заняттям він промочує ноги та вислуховує лайку від начальника. Потім він снідає з іншими в'язнями баландою з рибою, однаковою з дня в день, та кашею з магари. Врешті Іван Денисович наважується поскаржитися на здоров'я фельдшеру Миколі Семеновичу. Той вірить Івану, проте може звільнити від праці лише двох на день.
В'язнів ведуть працювати. Місцевий художник перед цим поновлює номер на шапці Івана Денисовича «Щ-854» і наглядачі влаштовують обшук на морозі. Один з ув'язнених протестує, вказує, що наглядачі не мають права обшукувати на морозі, але йому призначають за це карцер. Іван Денисович пригадує лист від дружини про те, що люди не злюбили колгоспи, працюють осторонь. Він мріє і сам колись жити з розмальовування килимів — прибуткової справи, як розказувала дружина.
На роботі на будівництві ТЕЦ Іван Денисович думає про свій вирок за зраду батьківщини — службу в війну німцям, хоча насправді просто був у німецькому полоні. З іншими в'язнями (серед них є українець Павло) він замішує будівельний розчин, обідає в польовій кухні. Вони запізнюються до кінця зміни, поспіхом мурують стіну зі шлакоблоків. Але все ж Іван Денисович встигає на огляд бригади, де стає свідком як один із в'язнів, «молдаванин», не встигає прийти вчасно. Наглядач б'є «молдаванина» та відправляє в карцер. В'язнів обшукують, Іван Денисович побоюється чи не знайдуть призначену йому передачку в іншого арештанта, Цезаря. Також він переживає чи не знайдуть сховану в нього ножівку, але наглядач все ж не виявляє її.
Перед сном Іван Денисович отримує-таки свою частку передачки та вимінює в Цезаря тютюн. Він ласує шматком ковбаси та робить висновок, що це був хороший день — один з тисяч днів у таборі.

## Історія
Повість (в авторському варіанті — оповідання) була написана в 1959 році, вперше опублікована в 1962 в журналі «Новий світ» (рос. «Новый мир»). Публікація з'явилась за сприяння головного редактора журналу Олександра Твардовського і стала віхою в радянській літературі та політичному житті СРСР. Рішення про публікацію приймалось на Політбюро КПРС у жовтні 1962, у часи хрущовської відлиги, під особистим тиском Микити Хрущова.
З 1971 року видання повісті були вилучені з бібліотек СРСР і знищені.

## Оцінки й відгуки
Перші рецензії на «Один день Івана Денисовича», що вийшли 1962 року, було обережні та звертали увагу на мовні та художні особливості, лише побіжно згадуючи тему репресій, підняту в творі. Але рецензенти з «Известий», «Литературной газеты» та «Правды» погоджувалися, що твір представив читачам майстерного письменника. Літературознавець Володимир Чічеров вважав, що Солженіцин невдало обрав головним персонажем колишнього селянина, оминувши увагою трагічну долю «справжніх комуністів, партійних вожаків», які також потрапляли в табори. Варлам Шаламов писав, що Солженіцин, аби догодити цензорам, неправдоподібно прикрасив ставлення в'язня до праці. Солженіцину ще неодноразово дорікали, що повість стала б цікавішою, якби протагоніст був невинно постраждалим секретарем обкому, а не колгоспником.
Солженіцин вважав великою перемогою те, що його повість вперше вийшла друком в СРСР, а не на Заході. До того ж західні видання відбувалися з дозволу Центрального Комітету.
Радянська російська лінгвістка Тетяна Винокур відзначала в 1965 році розмовний стиль мовлення твору, що спирається на літературну мову, продовжуючи традиції Гоголя, Лєскова, а в радянській літературі — раннього Леонова, Бабеля та Зощенка. Відсторонена, безоціночна манера оповіді слугує засобом зображення безглуздості таборних порядків. Використання тюремного жаргону, як-от «шмон», «падла», «параша» в той же час підсилює відчуття достовірності. Тетяна Винокур виступала на захист подібних слів: «…поки існує тюремний жаргон (а він помре сам собою, коли зникнуть злочини та в'язниці), однаково марно і закривати очі на його реальне існування, і заперечувати проти його використання в реалістичній художній літературі». В підсумку «Мова повісті проста. Але проста тією відточеною і вивіреною простотою, яка дійсно може бути тільки результатом складності — неминучої складності письменницької праці, якщо ця праця чесна, смілива та вільна».
Російський літературознавець Олександр Урманов у 2003 писав: «Значення твору О. Солженіцина не тільки в тому, що він відкрив перш заборонену тему репресій, задав новий рівень художньої правди, а й у тому, що в багатьох стосунках (з точки зору жанрової своєрідності, оповідної і просторово-часової організації, лексики, поетичного синтаксису, ритміки, насиченості тексту символікою і т. д.) був глибоко новаторським». Солженіцин своїм твором полемізує з Варламом Шаламовим, який описував працю в таборі згубною, вбивчою. Іван Денисович навпаки знаходить у праці порятунок від жорстокості та несправедливості світу, і навіть на якийсь час повертає відчуття святості праці навколишнім. Про радість творчої праці навіть в умовах неволі Солженіцин пізніше писав у «Архіпелаг ГУЛАГ». На думку Урманова, Іван Денисович — носій селянського світобачення, він обережний, скептичний, але винахідливий; його покора — це спосіб вціліти, лишатися непомітним для нелюдів. Іван Денисович навіть у таборі не втрачає гідності, не дозволяє собі принижуватися чи вчиняти підлість, як інші в'язні. Тому центральний персонаж — не раб, як спершу здається, а людина, що вміло проходить крізь репресивну систему та лишаючись у рамках законів наполегливо турує собі шлях до волі.

## Адаптації
Театр
- Телевистава «Один день Івана Денисовича» (англ. One Day in the Life of Ivan Denisovich, 1963) за мотивами твору від Деніела Петрі, підготований до постановки на сцені Марком Роджерсом. Показаний телекомпанією NBC в рамках програми «Боб Гоуп презентує театр Крайслера».
- «Один день Івана Денисовича» (рос. Один день Ивана Денисовича, 1989). Читинський драматичний театр[9].
- «Один день Івана Денисовича» (2003) українського режисера Андрія Жолдака в Харківському драматичному театрі ім. Шевченка. Солженіцин був обурений виконанням спектаклю. Потім його ставили в Москві рамках театрального фестивалю NET (Новый европейский театр) того ж року[10][11].
- Опера 2009 року Олександра Чайковського за мотивами (лібретто Георгія Ісаакяна та Олександра Чайковського)[12] в Пермському академічному театрі опери та балету. Також ставилася в Музичному театрі ім. Станіславського і Немировича-Данченко (2010)[13], Михайловському театрі (2010[14]-2011[15]), в Нижегородській філармонії в рамках Сахаровського фестивалю (2014)[16], і до 100-річчя Солженіцина на Камерній сцені ім. Покровського Великого театру (2018)[17][18].
- «Один день величезної країни» (рос. Один день огромной страны, 2013) Олександра Горбаня, Архангельський театр драми[19].
- «Один день Івана Денисовича» (рос. Один день Ивана Денисовича, 2018) в Театрі на Покровці[9][20].
- «Один день Івана Денисовича» (рос. Один день Ивана Денисовича, 2018). Новокузнецький драматичний театр[21]

Музичні та радіоспектаклі
- У США 1975 року повість було випущено на грамплатівці (ISBN 0-694-50262-6), твір начитує Ілай Воллак.
- Начитки на касетах для BBC 1982 і 2000 років[22].
- Моноспектакль Олександра Філіпенко «Один день Івана Денисовича» (рос. Один день Ивана Денисовича, 2006) спільно з театральним художником Давидом Боровським[23][24] і до Дня політв'язнів (2008), а також в Політеатрі (Політехнічний музей, 2012—2013[25]), кіноклубі «Ельдар»[26], Володимирській філармонії[27] і театрі ім. Мосради (2018)[28].
- Радіоспектакль «Один день Івана Денисовича» (англ. One Day in the Life of Ivan Denisovich, 2003, 2008) на BBC Radio[29].
- Радіоспектакль «Один день Івана Денисовича» (англ. One Day in the Life of Ivan Denisovich, 2019)[30].
- «Голос пам'яті правдивої» (рос. Голос памяти правдивой, 2018) за мотивам твору. Центральна Міська Бібліотека ім. Солженіцина, Кисловодськ[31][32].

Кіно й телебачення
- «Один день Івана Денисовича» (норв. En dag i Ivan Denisovitsj' liv, Норвегія — Англія, 1970) фінського режисера Каспара Ріда. Демонструвався в СССР у 1988 році в Центральному будинку кінематографістів з нагоди 70-иріччя Солженіцина (фільм надано посольством Норвегії в СССР).
- «Іван Денисович» (рос. Ивана Денисович, 2021) Гліба Панфілова[33].

Музика
- «Один день Івана Денисовича» (рос. Один день Ивана Денисовича, 1988) — пісня гурту «Гражданская оборона».

## Переклад українською мовою
- О. Солженіцин. Один день Івана Денисовича (у скороченому перекладі) // місячник «Сучасність», числа 1 і 2, Мюнхен, 1963 р. Переклад В. П. С.